# Милош Гордић (фудбалер, 1992)
Милош Гордић (Прибој, 10. децембра 1992) српски је фудбалер.